# Vermilion River (Spanish River)
Der Vermilion River (französisch Rivière Vermillion) ist ein linker Nebenfluss des Spanish River in der kanadischen Provinz Ontario.
Der Vermilion River verläuft innerhalb von Greater Sudbury und im Sudbury District. Der Fluss hat seinen Ursprung in einem kleinen See nördlich des Thor Lake. Er fließt im Oberlauf in südsüdöstlicher Richtung, durch den Thor Lake und weitere Seen beziehungsweise Flussverbreiterungen. Eine Linie der Canadian National Railway verläuft entlang dem Flusslauf. Der Vermilion River wendet sich nach Süden, durchfließt den Ort Capreol unweit des westlichen Seeufers des Wanapitei Lake und macht anschließend eine scharfe Richtungsänderung nach Westen. Er verläuft nördlich von Chelmsford, nimmt den Onaping River von rechts auf und durchfließt danach den See Vermilion Lake. Der Vermilion River fließt nun in südlicher Richtung nach Whitefish und weiter nach Westen. Er durchfließt den Wabagishik Lake und mündet kurz darauf östlich von Espanola in den Spanish River.
Am Lorne Falls Dam, oberhalb des Wabagishik Lake, befindet sich ein Wasserkraftwerk.